# Denisiphantes denisi
Denisiphantes denisi är en spindelart som först beskrevs av Schenkel 1963.  Denisiphantes denisi ingår i släktet Denisiphantes och familjen täckvävarspindlar. Inga underarter finns listade i Catalogue of Life.